# Lei Kung
Lei Kung, o Trovão é um personagem fictício que aparece nas revistas em quadrinhos americanas publicadas pela Marvel Comics. Sua primeira aparição foi em Marvel Premiere #15 (Maio de 1974). Mestre incomparável das artes marciais de K'un-Lun, seus alunos mais notáveis incluem Punho de Ferro e seu filho Serpente de Aço.

## Biografia ficcional do personagem
Yu-Ti treinou o jovem Danny Rand para Lei Kung, o Trovão, que o ensina as artes marciais na cidade mística de K'un-L'un. Serpente de Aço (o filho exilado de Lei Kung) torna-se depois um dos adversários do Punho de Ferro enquanto desejava o poder do Punho de Ferro. Quando o Serpente de Aço falhou em derrotar Shou-Lao, Lei Kung o encontrou chorando na neve. Ele então levou Serpente de Aço para a cidade.
Durante o enredo de Avengers vs. X-Men, Punho de Ferro traz Lei Kung para levar Hope Summers a K'un-L'un para treinar. Quando o Namor atacou Wakanda, Homem de Ferro disse a Lei Kung que puxaria Hope Summers de volta para K'un-L'un e selaria o portal antes que Namor passasse. Os Vingadores mais tarde chegaram em K'un-L'un. Quando o Ciclope habilitado com a Força Fênix impulsiona K'un-L'un, Lei Kung se encontrou com Hope Summers fora da Caverna de Shou-Lao dizendo a ela que é hora de sua lição final. Eles cavalgaram Shou-Lao em batalha onde eles foram arremessados fora do ar pelo Ciclope habilitado com a Força Fênix. Aproveitando os poderes de Shou-Lao, Hope Summers usou um soco especial para enviar Ciclope de volta à Terra. Como K'un-L'un estava sendo reconstruída após a batalha resultante, Lei Kung segurou um menino sobre seus ombros enquanto ele diz ao Homem de Ferro que eles não precisam de ajuda na reconstrução da cidade. Ele aconselhou Homem de Ferro dizendo-lhe que a magia e a ciência não estão tão divididas quanto ele pensa. Homem de Ferro então sai na sugestão de Lei Kung para lidar os danos em sua área.

## Poderes e habilidades
O mestre de armas de K'un-Lun, Lei Kung é um especialista em artes marciais, um dos melhores do Universo Marvel.

## Em outras mídias

Hoon Lee como Lei Kung em Iron Fist.

Lei Kung aparece na série de televisão Punho de Ferro, interpretado por Hoon Lee. As partes com ele sendo pai de Serpente de Aço e mentor de Danny Rand estão intactas nesta série. Lei Kung aparece pela primeira vez no episódio "Immortal Emerges from Cave" onde ele aparece para Danny Rand em uma visão durante a meditação recapitulando uma história de K'un-L'un. Enquanto Danny Rand faz suas lutas com Andrei e Grigori Veznikov,a  Noiva das Nove Aranha, e Scythe, Lei Kung dispensa alguma sabedoria que Danny usa em suas lutas contra eles. Quando a visão de Lei Kung lhe diz para acabar com Scythe, Madame Gao pareceu ameaçar usar sua faca na filha cativa de Radovan Bernivig, fazendo com que Danny Rand parasse de acabar com Scythe. Embora Lei Kung na visão de Danny Rand estivesse desapontado com isso, Danny Rand disse a ele na saída que Madame Gao traiu e que ele não tinha outra escolha. A visão de Lei Kung permanece em silêncio quando Danny saiu com Sabine. No episódio "Black Tiger Steel Hearts", Davos diz a Danny Rand que ele foi enviado por Lei Kung para recuperar Danny enquanto também menciona que seu pai está preocupado e com raiva dele. No episódio "Lead Horse Back to Stable", foi mencionado em uma discussão humorística entre Danny e Davos que uma vez montaram uma carruagem ao redor do lago para ver qualquer banho de mulheres da aldeia, mas acabam tropeçando em Lei Kung meditando nu.